# Березовка (Окуловский район)
Березо́вка — деревня в Окуловском муниципальном районе Новгородской области, относится к Угловскому городскому поселению.

## География
Деревня расположена на Валдайской возвышенности, в 2 км к юго-западу от посёлка Угловка, в 2 км к северу от съезда «Угловка» с М11, в 25 км к юго-востоку от города Окуловка.
На юге примыкает деревня Стегново.
В 0,5 км к северу — Заручевье. 

## История
В 1773—1927 деревня Хоромы (усадьба Березовка) находилась в Валдайском уезде Новгородской губернии. С начала XIX века до 1918 и в 1919—1924 относилась к Боровенской волости Валдайского уезда.
Отмечена на картах 1788, 1826—1840.
В 1908 Березовка была усадьбой Ф. И. Фирсанова с 2 домами и населением 3 человека. Имелись часовня и Березовское кредитное товарищество.
Деревня Березовка входила в состав Известкового сельсовета. В 2005 вошла в Угловское городское поселение.

## Население
| 2002 | 2010 | 2011 |
| ---- | ---- | ---- |
| 128  | ↘93  | ↗114 |

## Транспорт
Ближайшая ж/д станция «Угловка» в 2,5 км от деревни Березовка.